# Ceresium nanyoanum
Ceresium nanyoanum är en skalbaggsart som beskrevs av Masaki Matsushita 1935. Ceresium nanyoanum ingår i släktet Ceresium och familjen långhorningar. Inga underarter finns listade i Catalogue of Life.